# Санин (роман)
«Санин» — роман русского писателя Михаила Арцыбашева, написанный в 1907 году. Самый известный и первый законченный роман писателя, напечатанный в журнале «Современный мир», который много переводился, вызывая скандальную известность, полемику и судебные процессы по обвинению в порнографии.
Марксистская литературная критика рассматривала фигуру Санина как реакцию на кризис идей в российском образованном сословии, выявленный революцией 1905—1907 гг.: по мнению В. В. Воровского, «Санин является выразителем современного нигилизма как реакции против политических и этических норм, властвовавших над интеллигенцией в предыдущий период». Современное литературоведение напрямую указывает на связь книги Арцыбашева с идеями Фридриха Ницше. Кроме того, в гедонистической философии Санина усматривается полемика Арцыбашева с идеями Льва Толстого (второстепенный персонаж романа фон Дейц рассматривается как пародия на толстовца), и сам Толстой, в свою очередь, не остался равнодушен к этой полемике.

## Экранизации
- Лида Санин[нем.], режиссёр — Фридрих Цельник. Германия, 1923 год.
- Санин[нем.], режиссёр — Фридрих Фейер[нем.]. Австрия, Польша, 1924 год.